# Atletisme als Jocs Olímpics d'Estiu de 1932 - llançament de pes masculí
El llançament de pes masculí va ser una de les proves del programa d'atletisme disputades durant els Jocs Olímpics d'Estiu de Los Angeles de 1932. La prova es va disputar el 31 de juliol de 1932 i hi van prendre part 15 atletes de 10 nacions diferents. Es permetia un màxim de tres atletes per país. La competició fou guanyada per Leo Sexton, que va establir un nou rècord olímpics.

## Medallistes
| Or               | Plata                | Bronze                |
| Leo Sexton (USA) | Harlow Rothert (USA) | František Douda (TCH) |

## Rècords
Aquests eren els rècords del món i olímpic que hi havia abans de la celebració dels Jocs Olímpics de 1932.
| Rècord del Món | 16,05 m | Zygmunt Heljasz | Poznań (POL)    | 29 de juny de 1932   |
| Rècord Olímpic | 15,87 m | John Kuck       | Amsterdam (NED) | 29 de juliol de 1928 |

Leo Sexton va millorar el rècord olímpic en el quart llançament amb 15,94 metres i novament el va millorar en el darrer llançament amb 16,005 metres.

## Horari
| Data                          | Hora  | Ronda |
| ----------------------------- | ----- | ----- |
| diumenge 31 de juliol de 1932 | 14:30 | Final |

## Resultats
La competició va continuar utilitzant el format de dues rondes utilitzat l'any 1900 i des de 1908, arrossegant els resultats a la ronda de millora. Cada atleta podia fer tres llançaments a la fase de classificació. Els sis primers classificats van passar a la final, on van poder fer tres llançaments més.
| Pos. | Atleta                | Nació          | 1      | 2      | 3      | 4              | 5              | 6              | Distància   | Notes |
| ---- | --------------------- | -------------- | ------ | ------ | ------ | -------------- | -------------- | -------------- | ----------- | ----- |
| 1    | Leo Sexton            | Estats Units   | 15.600 | 15.560 | 15.720 | 15.940 RO      | 15.480         | 16.005         | 16.005      | RO    |
| 2    | Harlow Rothert        | Estats Units   | 15.670 | 15.675 | 15.430 | 14.990         | X              | X              | 15.675      |       |
| 3    | František Douda       | Txecoslovàquia | 15.610 | 15.240 | 14.490 | 15.050         | 15.220         | 15.330         | 15.610      |       |
| 4    | Emil Hirschfeld       | Alemanya       | 15.210 | 15.360 | 15.020 | 15.380         | 15.540         | 15.560         | 15.560      |       |
| 5    | Nelson Gray           | Estats Units   | 15.460 | 14.900 | 14.840 | 13.740         | X              | X              | 15.460      |       |
| 6    | Hans-Heinrich Sievert | Alemanya       | 13.870 | 14.990 | 14.750 | 15.070         | X              | X              | 15.070      |       |
| 7    | Zygmunt Heljasz       | Polònia        | 13.800 | 14.800 | 14.490 | No passa ronda | No passa ronda | No passa ronda | 14.800      |       |
| 8    | József Darányi        | Hongria        | 14.580 | 14.680 | 14.670 | No passa ronda | No passa ronda | No passa ronda | 14.680      |       |
| 9    | Kalle Järvinen        | Finlàndia      | 13.800 | 14.630 | 13.910 | No passa ronda | No passa ronda | No passa ronda | 14.630      |       |
| 10   | Jules Noël            | França         | 14.370 | 13.910 | 14.530 | No passa ronda | No passa ronda | No passa ronda | 14.530      |       |
| 11   | Harry Hart            | Sud-àfrica     | 14.470 | X      | 14.220 | No passa ronda | No passa ronda | No passa ronda | 14.470      |       |
| 12   | Clément Duhour        | França         | X      | 12.310 | 13.960 | No passa ronda | No passa ronda | No passa ronda | 13.960      |       |
| 13   | Paul Winter           | França         | 12.570 | 12.600 | 13.140 | No passa ronda | No passa ronda | No passa ronda | 13.140      |       |
| 14   | Pedro Elsa            | Argentina      | 11.770 | X      | 11.210 | No passa ronda | No passa ronda | No passa ronda | 11.770      |       |
| —    | Antônio Lira          | Brasil         | X      | X      | X      | No passa ronda | No passa ronda | No passa ronda | Sense marca |       |
| —    | Jesús Aguirre         | Mèxic          | DNS    | DNS    | DNS    | DNS            | DNS            | DNS            | DNS         |       |
| —    | Carmine Giorgi        | Brasil         | DNS    | DNS    | DNS    | DNS            | DNS            | DNS            | DNS         |       |
| —    | Emil Janausch         | Àustria        | DNS    | DNS    | DNS    | DNS            | DNS            | DNS            | DNS         |       |
| —    | Pat O'Callaghan       | Irlanda        | DNS    | DNS    | DNS    | DNS            | DNS            | DNS            | DNS         |       |
| —    | Georgios Theodoratos  | Grècia         | DNS    | DNS    | DNS    | DNS            | DNS            | DNS            | DNS         |       |